# Vila Flor (Portogallo)
Vila Flor ('vilɐ floɾ) è un comune portoghese di 7 913 abitanti situato nel distretto di Braganza.

## Società

### Evoluzione demografica
| Popolazione di Vila Flor (1801 – 2004) | Popolazione di Vila Flor (1801 – 2004) | Popolazione di Vila Flor (1801 – 2004) | Popolazione di Vila Flor (1801 – 2004) | Popolazione di Vila Flor (1801 – 2004) | Popolazione di Vila Flor (1801 – 2004) | Popolazione di Vila Flor (1801 – 2004) | Popolazione di Vila Flor (1801 – 2004) | Popolazione di Vila Flor (1801 – 2004) |
| -------------------------------------- | -------------------------------------- | -------------------------------------- | -------------------------------------- | -------------------------------------- | -------------------------------------- | -------------------------------------- | -------------------------------------- | -------------------------------------- |
| 1801                                   | 1849                                   | 1900                                   | 1930                                   | 1960                                   | 1981                                   | 1991                                   | 2001                                   | 2004                                   |
| 3309                                   | 4069                                   | 9812                                   | 9889                                   | 11834                                  | 9719                                   | 8828                                   | 7913                                   | 7737                                   |

## Freguesias
- Assares
- Benlhevai
- Candoso
- Carvalho de Egas
- Freixiel
- Lodões
- Mourão
- Nabo
- Róios
- Samões
- Sampaio
- Santa Comba de Vilariça
- Seixo de Manhoses
- Trindade
- Vale de Torno
- Vale Frechoso
- Vila Flor
- Vilarinho das Azenhas
- Vilas Boas